# Oplismenus thwaitesii
Oplismenus thwaitesii là một loài thực vật có hoa trong họ Hòa thảo. Loài này được Hook.f. mô tả khoa học đầu tiên năm 1900.